# تروساردی
تروساردی (انگلیسی: Trussardi) شرکت کالای لوکس ایتالیایی است، که در سال ۱۹۱۱ تأسیس شد.